# وان إكس بت
وان إكس بت (بالإنجليزية: 1Xbet) هي شركة مقامرة عبر الإنترنت حاصلة على ترخيصٍ من جزيرة كوراساو. تأسَّست الشركة عام 2007 وسُجّلت في دولة قبرص، قبل أن تشهدَ في العام 2019 نموًا كبيرًا تزامنَ مع رعايتها لعددٍ من النوادي الأوروبيّة على غِرار تشيلسي و‌نادي ليفربول لفترة وجيزة قبل منعها بموجبِ القانون البريطاني لتورّطها في «أنشطة غير قانونيّة».
كانت بداية الشركة على شكل كازينو يستهدف المواطنين الروس، ثمّ وسَّعت وجودها على الإنترنت في عام 2014 من خلال الشراكة مع شركة بوكمارك بيب (بالإنجليزية: BookmakerPub)، فمدَّت نشاطاتها نحوَ مالطا و‌قبرص و‌أبوجا (نيجيريا)، حتى كانون الثاني/يناير 2022 فلم تعد شركة وان إكس بيت ناشِطة في كوراساو وذلك بعد تقديم طلب الإفلاس، كما أنّ الدعوى القضائية ضد الشركة الحاصلة على ترخيصٍ من الجزيرة لا زالت مفتوحة، ومع ذلك فالشركة لا زالت نشطة عبرَ موقعها على شبكة الإنترنت في عددٍ من دول العالَم.

## المشاكل القانونيّة
عقبَ تحقيقٍ أجرته صحيفة الصنداي تايمز البريطانيّة في عام 2019، ألغت لجنة ألعاب القمار في المملكة المتحدة ترخيص وان إكس بت بعد الكشف عن تورّطها في الترويج لكازينو يتبع موقع بورن هاب الإباحي فضلًا عن المراهنات على رياضات تخصُّ الأطفال والإعلان على مواقع الويب غير القانونيّة.
على الرغم من المشكلات القانونية للشركة في المملكة المتحدة، فقد وصلت وان إكس بت رعاية عددٍ من النوادي الأوروبيّة أمثال برشلونة كما اقتحمت عالَم الدوري الإيطالي ورعت عددًا من المسابقات التي يُشرف عليها الاتحاد الإفريقي لكرة القدم فضلًا عن العديدِ من الرياضات الأخرى.
تحتفظُ وان إكس بت بسمعتها كواحدةٍ من أكثر شركات المراهنات إثارة للجدل في العالم، وهي مدرجةٌ في القائمة السوداء للخدمات الضريبية الفيدرالية الروسيّة. قُيّد الوصول إلى موقع الشركة في العديد من البلدان، بما في ذلك روسيا والمملكة المتحدة والولايات المتحدة الأمريكية وإسبانيا وفرنسا وإيطاليا وسويسرا والبرتغال وبوركينا فاسو وإسرائيل وقبرص وجمهورية التشيك وبولندا وهولندا وبلجيكا.

## التحقيق الجنائي
في أوائل عام 2020، تم رفع مستوى الوعي بشأن عملية احتيال مستمرة تشملُ الاختلاس والممارسات غير القانونية، وهو ما سلَّط الضوء على الاهتمام بهذا الموضوع من خلال القنوات الدبلوماسية. في وقتٍ لاحقٍ من آب/أغسطس 2020، أصدرت مديرية لجنة التحقيق لمقاطعة بريانسك الروسية أسماء المؤسّسين المحتملين لشركة وان إكس بت وهم سيرجي كارشكوف ورومان سيميوكين ودميتري كازورين.
تشتبهُ روسيا في أنّ الثلاثي مسؤولون عن تنظيم شركة المراهنات هذه على الإنترنت، وهم متهمون في قضية جنائية مع عقوبة سجنيّة، كما أنّ روسيا حجزت عددًا من العقارات في روسيا بقيمة إجمالية وصلت 1.5 مليار روبل لشُبهتها بشركة وان إكس بت والقائمين عليها. وضعت المملكة المتحدة الأشخاص الثلاثة على قائمة المطلوبين الدوليين لديها علمًا أنّ الثلاثة يحملون الجنسية القبرصية.
أعلنت شركة بارلان للمحاماة (بالإنجليزية: Parlan Law Firm) في عام 2021 البدء في البحث عن ضحايا محتملين لشركة وان إكس بت في روسيا، ونظَّمَت الشركة خدمةً لتقديم الطلبات للجنة التحقيق، كما رفعوت دعوى قضائية ضد صاحب النسخة الروسية من موقع وان إكس بت وهي شركة المراهنات وان إكس ستافكا (بالإنجليزية: 1XStavka).

## الإفلاس
رفعت شركة «1хCorр MV» التابعة لشركة 1xBet في تشرين الثاني/نوفمبر 2021 دعوى إفلاس في أحدِ محاكم كوراساو وذلك بعد أن رفضت رد الأموال لمجموعةٍ من المقامرين الذين تُمثلهم مؤسّسة ضحايا ألعاب الكوراساو. سرت أخبارٌ نُقلت عن بعض المراهين قولهم إنّ شركة وان إكس بت تحرمُ بطريقة وما المكاسب المشروعة للمراهنين أو المُقامرين والتي قد تصلُ لملايين اليورو.
استأنفت مؤسّسة ضحايا ألعاب الكوراساو في 10 كانون الأول/ديسمبر 2021 هذا القرار وقدمت بعد ذلك شكوى ضد شركة أخرى هي «Cyberluck» المرخَّص لها، والتي تعملُ تحت اسم شركة كوراساو للألعاب الإلكترونيّة (بالإنجليزية: Curaçao e-Gaming). تقولُ مؤسّسة ضحايا ألعاب الكوراساو إنّ شركة كوراساو للألعاب الإلكترونيّة ليست مسؤولة فقط جزئيًا عن الاحتيال بواسطة وان إكس بيت بل تتعاون بنشاط أيضًا في انتهاك قواعد مكافحة غسيل الأموال بواسطة وان إكس بت. لم تبت محكمة كوراساو بعد في الاستئناف، على الرغم من أن القضية وصلت إلى طرحِ أسئلة في البرلمان الهولندي حول الموضوع.

## الرعاة
وقَّعت وان إكس بت في أيّار/مايو 2022 اتفاقيةً أصبحت بموجبها الشريك الرئيسي لمنظمة الرياضات الإلكترونية «Team Spirit» الروسيّة، كما أعلنَ نادي باريس سان جيرمان في الأول من آب/أغسطس 2022 عن عقد شراكةٍ جديدةٍ معَ 1 إكس بت كشريك إقليمي جديد لها في إفريقيا وآسيا.

## الملاك المزعومون
سيرجي كارشكوف وهو رائد سابق في الشرطة ورئيس قسم «K» في مديرية الشؤون الداخلية لمقاطعة بريانسك. حصلَ سيرجي على الجنسيّة القبرصية في عام 2020 من خلال الحصول على جواز السفر الذهبي وذلك عقبَ قيامه باستثمارات كبيرة في البلاد. إلى جانب الملياردير الروسي سيموخين وكازورين فقد فرَّ الثلاثة إلى قبرص لتجنّب الملاحقة القضائية الروسية.